# Limosnero mayor
Limosnero mayor se llamaba en Francia y en España al oficial eclesiástico del palacio del rey. 
Era un prelado ordinariamente revestido de la púrpura romana, que parecía representar a aquel antiguo procapellán o canciller que tenía tantos derechos y poderes en la corte de los reyes. El Padre Lelong, en su Biblioteca histórica indica las historias de los limosneros mayores. 
Uno de los principales derechos que pertenecían al limosnero mayor era aquella extensa jurisdicción que habían conservado los reyes sobre los limosneros, pasioneros de los hospitales etc., por la que tenían el derecho de nombrar y proveer todos estos empleos; a pesar de que había algunos hospitales exentos de su jurisdicción.
El limosnero mayor disfrutaba de varias prerrogativas que le distinguían de los demás prelados; entre otras tenía el privilegio de oficiar delante del rey en todas las diócesis, sin que tuviesen derecho a quejarse los obispos, por razón de ser el obispo de la corte y jefe de la capilla real, la que se hallaba en cualquier parte que el rey asistiese al oficio divino. Con motivo del matrimonio de Enriqueta de Francia, hija tercera de Enrique IV, con Carlos I, rey de Inglaterra, se disputaron recíprocamente el honor de celebrar esta ceremonia, el limosnero mayor de aquella época, el cardenal de la Rochefoucault y el Ilmo. Gondy, arzobispo de París; este último por razón de su empico y el otro porque se bailaba en su Iglesia. La disputa se decidió en favor del limosnero mayor. Ocurrió la misma dificultad en 1825, entre el limosnero mayor y el Ilmo. Sr. Quelen, arzobispo de París, con motivo de las exequias de Luis XVIII.
El limosnero mayor prestaba juramento de fidelidad en manos del rey, y era por derecho comendador de la orden del Espíritu Santo; expedía los certificados de los juramentos de los arzobispos y obispos; iba a la derecha del rey en las procesiones; estaba encargado del indulto de los criminales en el feliz advenimiento del rey a la corona, en su matrimonio y en algunas otras circunstancias; disponía de los fondos destinados para las limosnas que hacía el rey; venía a palacio cuando le parecía, por ejemplo al levantarse y acostarse el rey, para hacer el servicio eclesiástico, bautizaba a sus hijos y desposaba y casaba en su presencia a los príncipes y princesas.